# Volvo Penta
Penta was een Zweedse fabrikant van motoren voor de scheepvaart, opgericht in 1907. In 1927 heeft Penta, inmiddels gevestigd fabrikant van verbrandingsmotoren, de motor geleverd voor Volvo's eerste auto, de Volvo ÖV4. In 1935 werd het bedrijf overgenomen door Volvo. Sindsdien is het als Volvo Penta onderdeel van de Volvo groep en produceert het voornamelijk maritieme motoren en generatoren.

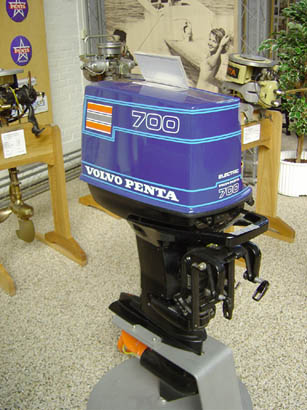
Volvo Penta 700 buitenboordmotor

## Geschiedenis
In 1868 vestigde John G. Grönvall een metaalwerkplaats en gieterij in Skövde, Zweden. In eerste instantie produceerde John G. Grönvall & Co allerlei alledaagse voorwerpen, zoals pannen, fornuizen en apparatuur voor het brouwen van bier. De naam van het bedrijf veranderde in 1875 in Sköfde Gjuteri och Mekaniska Verkstad of afgekort Gjuteriet en ging ook onderdelen produceren voor de landbouw en de houtzagerij. Rond 1900 groeide het bedrijf flink door het produceren van stoommachines en hydraulische turbines voor waterkrachtcentrales.
In 1907 werd de succesvolle samenwerking aangegaan met het van oorsprong Stockholmse bedrijf van Fritz Egnell, wat leidde tot de ontwikkeling van een 3 pk verbrandingsmotor. De motor werd eerst B1 genoemd. Een commissie van vijf mannen moesten een pakkende naam bedenken, maar slaagden daar niet in, waardoor het project de naam Penta (=vijf) kreeg.
Fritz Egnell kocht het project in 1916 en noemde het AB Pentaverken. De productie werd geconcentreerd op motoren voor maritiem gebruik. De jaren na de Eerste Wereldoorlog waren economisch lastig, maar Penta had succes met een kleine buitenboordmotor, de U2. Deze motor werd een beetje verbeterd in 1926, hernoemd tot U21, en bleef in productie tot 1962.
In 1925 werd Penta benaderd door Assar Gabrielsson om een motor te ontwikkelen voor de eerste Volvo. Penta ontwikkelde op zijn verzoek een viercilindermotor voor de ÖV4.

## Huidige situatie
Volvo Penta heeft momenteel fabrieken in Vara (Zweden), Wuxi (China) en Lexington, Tennessee (VS). Het bedrijf opereert wereldwijd en heeft ongeveer 4000 dealers in 130 landen.
Volvo Penta levert diverse producten op het gebied van de voortstuwing van boten en schepen. Recente innovaties van Volvo Penta zijn de Sterndrive (een combinatie van een binnen- en buitenboordmotor), de Duoprop (twee tegengesteld draaiende schroeven) en IPS (een roerpropeller-systeem met Duoprop-technologie).
Daarnaast bouwt Volvo Penta motoren en generatoren voor onder andere landbouw , de mijnbouw en steenverwerkende industrie.